# Уилсон, Лоис
Лоис Уилсон (англ. Lois Wilson, 28 июня 1894 — 3 марта 1988) — американская актриса.

## Биография
Родилась в Питтсбурге, но ещё в детстве с семьёй переехала в Алабаму. После окончания колледжа Уилсон некоторое время работала школьным учителем начальных классов, но затем решила связать свою карьеру с кино. После победы на местном конкурсе красоты она переехала в Голливуд, где в 1915 году получила работу актрисы на киностудии «Victor Film Company». В 1919 году Уилстон заключила контракт с киностудией «Paramount Pictures», где плодотворно снималась до 1927 года. Среди наиболее значимых картин того времени с её участием — «Мисс Лулу Бэтт» (1921) и «Крытый фургон» (1923). В 1922 году актриса была включена в первый список «WAMPAS Baby Stars».
Помимо этого у неё также были заметные роли в картинах «Исчезающий американец» (1925), «Великий Гэтсби» (1926), «Сияющие глазки» (1934) и «Свадебный подарок» (1936). К концу 1930-х актриса почти полностью ушла с большого экрана, посвятив себя в работе в театре, в том числе и в бродвейских постановках. С началом эры телевидения Уилсон исполнила ряд ролей в телесериалах в начале 1950-х годов.
Актриса скончалась в 1988 году от пневмонии в Неваде в возрасте 93 лет. Лис Уилсон похоронена на кладбище Форест-Лаун в калифорнийском Глендейле. Её вклад в киноиндустрию США отмечен звездой на Голливудской аллее славы.